# Октябрьское (сельское поселение, Глазовский район)
Октя́брьское — упразднённое муниципальное образование со статусом сельского поселения в составе Глазовского района Удмуртии.
Административный центр — село Октябрьский.
Законом Удмуртской Республики от 29.04.2021 № 38-РЗ упразднено в связи с преобразованием муниципального района в муниципальный округ.

## Население
| 2010  | 2011  | 2012  | 2013  | 2014  | 2015  | 2016  |
| ----- | ----- | ----- | ----- | ----- | ----- | ----- |
| 1836  | ↗2264 | ↘1864 | ↗1880 | ↘1861 | ↘1825 | ↘1809 |
| 2017  | 2018  | 2019  | 2020  |       |       |       |
| ↘1743 | ↘1696 | ↘1690 | ↘1650 |       |       |       |

## Состав
В состав сельского поселения входят 10 населённых пунктов:
- село Октябрьский;
- населенный пункт Дома 1177 км;
- населенный пункт Дома 1181 км;
- населенный пункт Дома 1182 км;
- деревня Котнырево;
- деревня Омутница;
- разъезд Туктым 1181 км;
- деревня Сепыч;
- деревня Трубашур;
- деревня Якшино.

### Упразднённые населённые пункты
- деревня Савапи
- деревня Емельяновка